# Limnophora pandellei
Limnophora pandellei este o specie de muște din genul Limnophora, familia Muscidae, descrisă de Seguy în anul 1923. Conform Catalogue of Life specia Limnophora pandellei nu are subspecii cunoscute.